# 小出信吉
小出 信吉（こいで しんきち/のぶきち、1912年（明治45年）1月20日 - 1983年（昭和58年）11月24日）は、日本の盆栽家である。

## 経歴・人物
栃木県の生まれ。幼年期から盆栽に興味を持ち、盆栽家を目指すために地元の盆栽業者に師事する。西那須野高等小学校卒業の翌1928年（昭和3年）に上京し、千駄ヶ谷に所在する「明樹園」に入門し、1935年（昭和10年）に独立するまで務めた。
独立後は「松竹園」の開設や、プロの業界人と盆栽を趣味とする人々を集結して協会の結成を指導するといった事も携わった。これによって1962年（昭和37年）には日本盆栽組合の組合長を務め、1965年（昭和40年）には内閣総理大臣を務めた吉田茂と共に日本盆栽協会の設立に携わる。その後は業界人の質的向上により公認講師制及び名盆栽の保存のために貴重盆栽制の制定する等、盆栽の改革に貢献した。

## 著書
- 『盆栽大事典』